# Rafael Berges
Rafael Berges Martín (Córdoba, 21 de janeiro de 1971) é um ex-futebolista profissional espanhol que atuava como defensor, foi campeão olímpico.